# Cerodontha impolita
Cerodontha impolita este o specie de muște din genul Cerodontha, familia Agromyzidae, descrisă de Spencer în anul 1986. Conform Catalogue of Life specia Cerodontha impolita nu are subspecii cunoscute.